# Prinzregent Luitpold (Schiff, 1894)
| Prinzregent Luitpold                              | Prinzregent Luitpold                                                                       | Prinzregent Luitpold                                                                       |
| ------------------------------------------------- | ------------------------------------------------------------------------------------------ | ------------------------------------------------------------------------------------------ |
| Stapellauf:                                       | 20. März 1894                                                                              | 20. März 1894                                                                              |
| Ablieferung :                                     | 19. August 1894                                                                            | 19. August 1894                                                                            |
| Bauwerft:                                         | F. Schichau, Danzig                                                                        | F. Schichau, Danzig                                                                        |
| Schwesterschiff:                                  | Prinz Heinrich (1894)                                                                      | Prinz Heinrich (1894)                                                                      |
| Passagiere:                                       | 85 I. Klasse, nach Umbau 163 80 II. Klasse, nach Umbau 42 1000 Zwischendeck 48 III. Klasse | 85 I. Klasse, nach Umbau 163 80 II. Klasse, nach Umbau 42 1000 Zwischendeck 48 III. Klasse |
| Besatzung:                                        | 150 Mann                                                                                   | 150 Mann                                                                                   |
| Baukosten:                                        | 3,214 Millionen Mark                                                                       | 3,214 Millionen Mark                                                                       |
| Technische Daten                                  |                                                                                            |                                                                                            |
| Vermessung:                                       | 6.288 BRT 6.595 BRT nach Umbau 1910                                                        | 6.288 BRT 6.595 BRT nach Umbau 1910                                                        |
| Tragfähigkeit:                                    | 6400 tdw                                                                                   | 6400 tdw                                                                                   |
| Länge über alles:                                 | 143,73 m                                                                                   | 143,73 m                                                                                   |
| Breite:                                           | 15,30 m                                                                                    | 15,30 m                                                                                    |
| Tiefgang:                                         | 9,1 m                                                                                      | 9,1 m                                                                                      |
| Maschinenanlage:                                  | 2 Dreifach-Expansions-Dampfmaschinen                                                       | 2 Dreifach-Expansions-Dampfmaschinen                                                       |
| Anzahl der Schrauben:                             | 2                                                                                          | 2                                                                                          |
| Leistung:                                         | 5.600 PSi                                                                                  | 5.600 PSi                                                                                  |
| Höchstgeschwindigkeit:                            | 15 kn                                                                                      | 15 kn                                                                                      |
| Verbleib                                          |                                                                                            |                                                                                            |
| 1915 durch Italien beschlagnahmt 1928 abgebrochen |                                                                                            |                                                                                            |

Der Reichspostdampfer Prinzregent Luitpold war einer von zwei Zweischraubendampfern, die der Norddeutsche Lloyd (NDL) 1893 für die Hauptlinien des Reichspostdampferdienstes erstmals bei F. Schichau in Danzig bauen ließ. Benannt wurde das Schiff nach dem Prinzregenten Luitpold von Bayern. Die Einschornstein-Schiffe waren besonders für die Tropenfahrt hergerichtet und bewährten sich.

## Einsatz für den NDL
Die Prinzregent Luitpold führte ihre Jungfernreise ab dem 29. August 1894 von Bremerhaven nach Sydney durch und war bis 1896 das Spitzenschiff des NDL auf der Reichspostdampferlinie nach Australien. Ihr letzter und 22. Einsatz begann am 11. Mai 1910.
Am 1. Mai 1897 führte sie auch eine Reise nach New York durch, bis zum 22. Dezember 1900 folgten neun weitere Abfahrten. Zwischen 1902 und dem 26. Mai 1904 fuhr die Prinzregent Luitpold zum Teil von Hamburg auch nach Ostasien.
Nach Rückkehr aus Australien wurde die Prinzregent Luitpold 1910 wie zuvor ihr Schwesterschiff umgebaut. Auch sie erhielt ein zusätzliches Aufbaudeck und kam nun in den Mittelmeer- / Levante-Dienst des NDL, der wegen der verschiedenen Kriege nur noch selten in das Schwarze Meer fortgeführt wurde. Sie bediente 1911 den Direktdienst zwischen Marseille und Alexandria, kam aber auch auf anderen Linien zum Einsatz (Genua –Bizerta - Alexandria, Marseille-Genua–Alexandria) zumal alle Linien häufigen Veränderungen wegen der unruhigen Entwicklungen (Balkankriege, italienisch-türkischer Krieg) unterlagen.

## Kriegs- und Nachkriegseinsatz
Im August 1914 wurde die Prinzregent Luitpold in Messina aufgelegt. Bei Kriegseintritt Italiens wurde das Schiff am 25. Mai 1915 beschlagnahmt und als Transporter eingesetzt. 1918 wurde es in Pietro Calvi umbenannt und 1928 abgebrochen.

## SchwesterschiffPrinz Heinrich
Die ebenfalls bei Schichau gebaute Prinz Heinrich wurde am 15. Dezember 1894 abgeliefert und lief zu ihrer Jungfernfahrt am 2. Januar 1895 nach Shanghai aus. Am 18. Oktober 1899 startete sie im Rahmen des nun gemeinsamen Ostasien-Dienstes bis Yokohama erstmals in Hamburg. Am 17. Juli 1904 wurde sie in Aden vom Prisenkommando des russischen Hilfskreuzers Smolensk durchsucht, das die Postsäcke für Japan beschlagnahmte. Sofortige diplomatische Proteste führten zur Wiederherausgabe der Post bis auf zwei Päckchen einer deutschen Munitionsfabrik. Ihre einzige Reise nach Australien machte sie im März 1907 fast zum Ende ihrer Zeit im Reichspostdampferdienst.
1908 wurde sie dann als erster der beiden Prinzendampfer umgebaut, um künftig im Mittelmeer- und Levante-Dienst (Barcelona-Marseille-Genua-Neapel-Piräus-Konstantinopel-Odessa-Batumi) zum Einsatz zu kommen und dort die alten Postdampfer der Preussen-Klasse zu ersetzen. Am 16. Dezember 1908 startete die Prinz Heinrich zu ihrer ersten Fahrt von Marseille nach Alexandria. 1911 bediente sie hauptsächlich die Linie Genua – Neapel bzw. Catania – Alexandria.
Beim Kriegsausbruch 1914 befand sie sich in Lissabon und wurde dort aufgelegt. Am 23. Februar 1916 beschlagnahmte Portugal das Schiff und ließ es während des Krieges in britischen Diensten unter dem Namen Porto fahren. Am 27. November 1922 wurde das Schiff aufgelegt und 1925 zum Abbruch nach Italien verkauft.